# حقیقت (فیلم ۲۰۰۶)
حقیقت (انگلیسی: The Truth) یک فیلم است. از بازیگران آن می‌توان به الین کاسیدی، الیزابت مک‌گاورن، و راشل استرلینگ اشاره کرد.